# Kampucheas junglekrig - Besøg hos Khmer rouge partisanerne
Kampucheas junglekrig - Besøg hos Khmer rouge partisanerne er en dansk dokumentarfilm fra 1981, der er instrueret af Peter Bischoff.

## Handling
Besøg hos Khmer Rouge partisanerne. Kampuchea i Sydøstasien er blevet kendt for Pol Pots regime fra 1975 til 1978, for Vietnams besættelse af landet i 1979 og for den omfattende hungersnød. Filmen er optaget i 1981 og rapporterer om den militære situation og om de civile liv bag fronten. Desuden giver Khmer Rouge politikere deres forklaringer på, hvad der skete.